# Ingrid Ludvigsson
Ingrid Margareta Ludvigsson (i riksdagen kallad Ludvigsson i Torshälla), född 7 augusti 1920 i Torshälla, död där 6 december 2008, var en svensk kontorist och socialdemokratisk politiker.
Ludvigsson var ledamot av andra kammaren 1968–1970. Hon var också ledamot av den nya enkammarriksdagen från 1971, invald i Södermanlands läns valkrets.